# Sandakan no 8
Pour plus de détails, voir Fiche technique et Distribution.
Sandakan no 8 (サンダカン八番娼館 望郷, Sandakan hachibanshōkan bōkyō), également connu dans les pays anglo-saxons sous les titres Sandakan 8 et Brothel No. 8, est un film japonais réalisé par Kei Kumai en 1974. Cette œuvre a été nommée pour l'Oscar du meilleur film international aux États-Unis en 1976.

## Scénario
Keiko Mitani, une jeune journaliste, cherche à écrire un article traitant de l'histoire des femmes japonaises contraintes de travailler comme prostituées dans les lupanars asiatiques au début du XXe siècle. Elle découvre Osaki, une femme entre deux âges, qui vit dans le plus grand dénuement dans une cabane isolée avec de nombreux chats. Osaki accepte de raconter l'histoire de sa vie. Le film fait un saut en arrière jusqu'au début des années 1920. La jeune Osaki, dans le but de venir financièrement en aide à ses parents, travaille comme domestique dans ce qu'elle pense être un hôtel situé dans la partie alors britannique de Bornéo. L'établissement est, en réalité, un lupanar nommé Sandakan N° 8. Osaki travaille pendant deux ans comme domestique puis est contrainte de se prostituer par les tenanciers du lupanar. Osaki reste à Sandakan N° 8 jusqu'à la Seconde Guerre mondiale. Durant tout ce temps, elle n'a guère connu d'affection réelle hormis une courte liaison avec un fermier désargenté qui s'est empressé de la quitter lorsqu'il eut fait fortune. Avec la guerre, Osaki peut rentrer au Japon, mais, en raison de sa vie à Sandakan 8, elle est évitée et traitée comme une paria.

## Fiche technique
- Titre : Sandakan N° 8
- Titre alternatif : Baraquement N°8 à Sandakan[2]
- Titre original : サンダカン八番娼館 望郷 (Sandakan hachibanshōkan bōkyō?)
- Réalisation : Kei Kumai
- Scénario : Sakae Hirosawa et Kei Kumai d'après deux livres de l'historienne japonaise Tomoko Yamazaki (ja)
- Photographie : Mitsuji Kanau
- Décors : Takeo Kimura
- Musique : Akira Ifukube
- Sociétés de production : Tōhō
- Pays d'origine :  Japon
- Langues originales : japonais et malais
- Format : couleur - 2,35:1 - son mono
- Genre : Drame et historique
- Durée : 121 minutes[3] (métrage : 9 bobines - 3 325 m[3])
- Dates de sortie :
  - Japon : 2 novembre 1974[3]
  - États-Unis : 23 juillet 1975[4]

## Distribution
- Komaki Kurihara : Keiko Mitani
- Yōko Takahashi (ja) : Osaki Yamakawa jeune
- Kinuyo Tanaka : Osaki Yamakawa âgée
- Takiko Mizunoe (en) : Okiku
- Eiko Mizuhara (ja) : Ofumi
- Yōko Tōdō : Oyae
- Yukiko Yanagawa : Otake
- Yōko Nakagawa : Ohana
- Masayo Umezawa : Yukiyo
- Ken Tanaka : Hideo Takeuchi
- Eitarō Ozawa : Tarozo
- Tomoko Jinbo : Moto
- Hideo Sunazuka : Yajima
- Mitsuo Hamada : Yasukichi
- Kaneko Iwasaki : Sato
- Takashi Ebata : Murata
- Ichirō Nakatani : Yamamoto

## Commentaires
Sandakan N° 8 est tiré du livre, paru en 1972, intitulé Sandakan Brothel No. 8: An Episode in the History of Lower-Class de Tomoko Yamazaki (ja). Ce livre rapporte l'histoire d'une karayuki-san, terme désignant une jeune femme contrainte de travailler comme prostituée dans les pays et colonies du Pacifique au début du XXe siècle. Le livre a déclenché une controverse au Japon où le problème des karayuki-san n'était pas évoqué et pas enseigné dans les cours ou livres d'histoire du Japon. Le roman de Tomoko Yamazaki a été l'une des meilleures ventes et a obtenu le Prix Ōya Sōichi de littérature non fictionnelle. Il a rapidement été suivi de The Graves of Sandakan. Le scénariste Kei Kumai a compilé les deux livres pour écrire le scénario de Sandakan No. 8.
Le film Sandakan N° 8 n'est à l'affiche, aux États-Unis, qu'à la fin de 1976. Le critique Roger Ebert note, dans un article du Chicago Sun-Times, que le film « est réalisé avec sensibilité...les images ne sont pas explicites,. » pendant que Janet Maslin écrivait dans le New York Times « un film sur la prostitution, raconté d'un point de vue supposé être féministe. Cependant féminisme, dans ce cas, veut seulement dire interposer une forme particulièrement nocive de haine des hommes à la place des touches habituelles de pornographie,. »
En 1975, Shōhei Imamura a réalisé un documentaire sur les karayuki-san intitulé Karayuki-san, ces dames qui vont au loin.

## Distinctions
Sauf indication contraire, les informations mentionnées dans cette section peuvent être confirmées par la base de données cinématographiques IMDb,  présente dans la section « Liens externes ».

### Récompenses
- Berlinale 1975 : Ours d'argent de la meilleure actrice pour Kinuyo Tanaka[10] et Prix OCIC (recommandation)[11]
- Prix Mainichi de la meilleure actrice pour Kinuyo Tanaka en 1975[12]
- Prix Kinema Junpō du meilleur film, du meilleur réalisateur pour Kei Kumai et de la meilleure actrice pour Kinuyo Tanaka en 1975[13]

### Sélections
- Berlinale 1975 : Ours d'or du meilleur film[14]
- Oscar du meilleur film en langue étrangère en 1976[15] (le prix lui est ravi par le film Dersou Ouzala du cinéaste Akira Kurosawa qui était le film présenté aux Oscars par l'Union soviétique[1])